# الدوري الكويتي 1969–70
أقيمت بطولة الدوري الكويتي التاسعة في موسم 1969/1970، وقد شارك في البطولة ثمانية فرق، وقد استطاع نادي العربي الكويتي بأن يفوز بلقب البطولة للمرة السادسة في تاريخه.

## ترتيب الفرق
| الفريق                | لعب | فاز | تعادل | خسر | له | عليه | النقاط |
| --------------------- | --- | --- | ----- | --- | -- | ---- | ------ |
| نادي العربي الكويتي   | 10  | 7   | 1     | 2   | 21 | 12   | 15     |
| نادي الكويت           | 10  | 6   | 1     | 3   | 19 | 11   | 13     |
| نادي القادسية الكويتي | 10  | 3   | 3     | 4   | 20 | 21   | 9      |
| نادي كاظمة            | 10  | 3   | 3     | 4   | 14 | 18   | 9      |
| نادي اليرموك          | 10  | 3   | 2     | 5   | 11 | 17   | 8      |
| نادي السالمية         | 10  | 3   | 0     | 7   | 11 | 17   | 6      |

## أرقام من البطولة
- أكثر الفرق تحقيقا للفوز هو نادي العربي الكويتي ب7 انتصارات.
- أقل الفرق تحقيقا للفوز هم نادي القادسية الكويتي ونادي كاظمة ونادي اليرموك ونادي السالمية بثلاثة انتصارات.
- أكثر الفرق تحقيقا للتعادل هما نادي القادسية الكويتي ونادي كاظمة بثلاثة تعادلات.
- أقل الفرق تحقيقا للتعادل هو نادي السالمية حيث لم يتعادل.
- أكثر الفرق تعرضا للخسارة هو نادي السالمية ب7 هزائم.
- أقل الفرق تعرضا للخسارة هو نادي العربي الكويتي بهزيمتين.
- أكثر الفرق تسجيلا للأهداف هو نادي العربي الكويتي ب21 هدف.
- أقل الفرق تسجيلا للأهداف هما نادي اليرموك ونادي السالمية ب11 هدف.
- أكثر الفرق استقبالا للأهداف هو نادي القادسية الكويتي ب21 هدف.
- أقل الفرق استقبالا للأهداف هو نادي الكويت ب11 هدف.